# Jean-François Pouliot (homme politique)
Pour les articles homonymes, voir Jean-François Pouliot et Pouliot.
Jean-François Pouliot C.R. (28 mars 1890-6 juillet 1969 ) est un écrivain, avocat et homme politique fédéral du Québec.

## Biographie
Né à Rivière-du-Loup dans le Bas-Saint-Laurent, il tenta une première fois de devenir député indépendant de la circonscription de Témiscouata en 1921, mais fut défait par le libéral Charles Arthur Gauvreau. À la suite du décès de celui-ci en 1924, une élection partielle fut organisée et se termina par l'élection de M. Pouliot à titre de député du Parti libéral. Réélu en 1925, 1926, 1930, 1935, 1940, 1945, 1949 et en 1953. Il démissionne en 1955 pour accepter le poste de sénateur de De la Durantaye sous les recommandations de Louis St-Laurent.
Durant sa carrière politique, il se dissocia temporairement du Parti libéral, tout comme de nombreux députés libéraux du Québec, pour protester contre la politique du gouvernement de Mackenzie King qui mena à la Crise de la conscription de 1944. C'est ainsi qu'en 1945, il se présente comme candidat Libéral indépendant.
Il publie quelques ouvrages dont:
- Le nouveau Code municipal annoté [de la province de Québec] (1916)
- Le droit paroissial de la province de Québec (1919)
- Traité de droit fabricien et paroissial (1936)

Son père Charles-Eugène Pouliot et son grand-père Jean-Baptiste Pouliot furent tous deux députés de la circonscription de Témiscouata, respectivement de 1896 à 1897 et de 1874 à 1878. En 1920, il avait épousé Marika Maubach, née à Istanbul, fille d'un homme d'affaires allemand.